# Eleição municipal de Parnamirim em 2020
A eleição municipal da cidade de Parnamirim em 2020 aconteceu no dia 15 de novembro de 2020 (turno único), elegendo um prefeito, um vice-prefeito e 23 vereadores responsáveis pela administração da cidade, com início em 1° de janeiro de 2021 e término em 31 de dezembro de 2024. O prefeito titular, Taveira (Republicanos), eleito em 2016, estava apto a disputar a reeleição.
Originalmente, as eleições ocorreriam em 4 de outubro (primeiro turno) e 25 de outubro (segundo turno) (para cidades acima de 200 mil habitantes), porém, com o agravamento da pandemia do novo coronavírus (SARS-CoV-2), causador da Covid-19, as datas foram modificadas pela Emenda Constitucional nº 107/2020.
6 candidatos concorreram ao executivo municipal. Taveira sagrou-se vencedor na disputa para prefeito, recebendo 49,43% dos votos válidos em turno único, enquanto sua rival mais próxima, Professora Nilda (PSL), obteve 39,61% dos votos válidos.. Os outros candidatos (Coronel Dolvim, Francisca Henrique, Professor Edivan Sousa e Maurício Marques) tiveram menos de 5% dos votos - o prefeitável do PROS teve sua candidatura indeferida pelo TRE com base na Lei da Ficha Limpa.

## Contexto político e pandemia
As eleições municipais de 2020 foram marcadas, antes mesmo de iniciada a campanha oficial, pela pandemia de COVID-19 no Brasil, o que fez com que os partidos remodelassem suas estratégias de pré-campanha. O Tribunal Superior Eleitoral (TSE) autorizou os partidos a realizar as convenções para escolha de candidatos aos escrutínios por meio de plataformas digitais de transmissão, para evitar aglomerações que possam proliferar o coronavírus. Alguns partidos recorreram a mídias digitais para lançar suas pré-candidaturas. Além disso, a partir deste pleito, entrou em vigor a Emenda Constitucional 97/2017, que proíbe a celebração de coligações partidárias para as eleições legislativas, o que poderia gerar um inchaço de candidatos ao legislativo. Conforme reportado pela imprensa nacional à época, o país chegou a ultrapassar a marca de 1 milhão de candidatos a prefeito, vice-prefeito e vereador naquele escrutínio.

## Candidatos

### Deferidos
| Nº | Candidato              | Partido      | Candidato a vice       | Cargos relevantes ou profissão                | Coligação                                                                                     | Tempo no horário eleitoral |
| -- | ---------------------- | ------------ | ---------------------- | --------------------------------------------- | --------------------------------------------------------------------------------------------- | -------------------------- |
| 10 | Taveira                | Republicanos | Kátia Pires (DEM)      | Vereador (2013–2016), Prefeito (2017–)        | "A Favor de Parnamirim" (Republicanos, DEM, PP, PSC, PMN, PSD, Cidadania, PSDB, Avante e MDB) |                            |
| 17 | Professora Nilda       | PSL          | Elienai Cartaxo (PL)   | Vereador (2017–2020)                          | "Vontade do Povo" (PSL, PL, Solidariedade, PV e PTB)                                          |                            |
| 19 | Francisca Henrique     | PODE         | Victor Meneses (PODE)  | Empresária                                    | Partido não coligado                                                                          |                            |
| 28 | Coronel Dolvim         | PRTB         | Prof Iran Padilha (DC) | Vice-presidente do diretório estadual do PRTB | "Unidos Para Mudar" (PRTB e DC)                                                               |                            |
| 50 | Professor Edivan Sousa | PSOL         | Luciana André (PSOL)   | Professor de Ensino Fundamental               | Partido não coligado                                                                          |                            |

### Candidatura indeferida
| Nº | Candidato        | Partido | Candidato a vice     | Cargos relevantes ou profissão                                                                                  | Coligação                                              | Tempo no horário eleitoral |
| -- | ---------------- | ------- | -------------------- | --- | ------------------------------------------------------ | -------------------------- |
| 90 | Maurício Marques | PROS    | Airene Paiva (PCdoB) | Diretor administrativo da Companhia de Águas e Esgotos do Rio Grande do Norte (2000–2001), Prefeito (2009–2017) | "Parnamirim Crescendo de Novo" (PROS, PCdoB, PT e PSB) |                            |

## Resultados

### Prefeito
O candidato Maurício Marques (PROS) não teve seus votos calculados devido ao indeferimento de sua candidatura junto ao TRE.
| Candidato(a)           | Candidato(a)                  | Vice                   | 1º turno 15 de novembro de 2020 | 1º turno 15 de novembro de 2020 |
| Candidato(a)           | Candidato(a)                  | Vice                   | Total                           | Porcentagem                     |
| ---------------------- | ----------------------------- | ---------------------- | ------------------------------- | ------------------------------- |
|                        | Taveira (Republicanos)        | Kátia Pires (DEM)      | 40.027                          | 49,43%                          |
|                        | Professora Nilda (PSL)        | Elienai Cartaxo (PL)   | 32.076                          | 39,61%                          |
|                        | Coronel Dolvim (PRTB)         | Prof Iran Padilha (DC) | 3.148                           | 3,89%                           |
|                        | Francisca Henrique (PODE)     | Victor Meneses (PODE)  | 2.584                           | 3,19%                           |
|                        | Professor Edivan Sousa (PSOL) | Luciana André (PSOL)   | 2.042                           | 2,52%                           |
|                        | Maurício Marques (PROS)       | Airene Paiva (PCdoB)   | 1.101                           | 1,36%                           |
| Total de votos válidos | Total de votos válidos        | Total de votos válidos | 79.877                          | 82,83%                          |
| → Votos em branco      | → Votos em branco             | → Votos em branco      | 5.141                           | 5,33%                           |
| → Votos nulos          | → Votos nulos                 | → Votos nulos          | 10.314                          | 10,70%                          |
| Total de votos         | Total de votos                | Total de votos         | 96.433                          | 100%                            |
| Abstenções             | Abstenções                    | Abstenções             | 28.913                          | 23,07%                          |
| Total de inscritos     |                               |                        |                                 |                                 |

## Vereadores eleitos
| Candidato eleito     | Partido       | Votação | Porcentagem | Cidade onde nasceu | Unidade federativa  |
| Wolney França        | PSC           | 2.830   | 3,26%       | Natal              | Rio Grande do Norte |
| Diogo Rodrigues      | PSD           | 2.266   | 2,61%       | Natal              | Rio Grande do Norte |
| Professor Ítalo      | PSDB          | 2.153   | 2,48%       | São Paulo          | São Paulo           |
| Carol Pires          | DEM           | 2.144   | 2,47%       | Natal              | Rio Grande do Norte |
| Irani Guedes         | Republicanos  | 1.844   | 2,13%       | Acari              | Rio Grande do Norte |
| Afrânio Bezerra      | Avante        | 1.762   | 2,03%       | Natal              | Rio Grande do Norte |
| Fativan Alves        | PV            | 1.744   | 2,01%       | Natal              | Rio Grande do Norte |
| Léo Lima             | PSC           | 1.648   | 1,90%       | Natal              | Rio Grande do Norte |
| Binho de Ambrósio    | Solidariedade | 1.605   | 1,85%       | Natal              | Rio Grande do Norte |
| Michael Borges       | Avante        | 1.513   | 1,75%       | Recife             | Pernambuco          |
| Gustavo Negócio      | Republicanos  | 1.331   | 1,54%       | Natal              | Rio Grande do Norte |
| Rhalessa de Clênio   | PTB           | 1.316   | 1,52%       | Natal              | Rio Grande do Norte |
| Vavá Azevedo         | PP            | 1.265   | 1,46%       | Porto Alegre       | Rio Grande do Sul   |
| Eder Queiroz         | PSC           | 1.221   | 1,41%       | Natal              | Rio Grande do Norte |
| Thiago Fernandes     | Solidariedade | 1.206   | 1,39%       | Natal              | Rio Grande do Norte |
| Marquinhos da Climep | Avante        | 1.158   | 1,34%       | Natal              | Rio Grande do Norte |
| Professor Diego      | PSL           | 915     | 1,06%       | Santa Cruz         | Rio Grande do Norte |
| Gabriel César        | PSL           | 682     | 0,79%       | Natal              | Rio Grande do Norte |